# Pavonia aspera
Pavonia aspera là một loài thực vật có hoa trong họ Cẩm quỳ. Loài này được Hassl. mô tả khoa học đầu tiên năm 1907.